# Доминик Мавра
Доминик Мавра (Задар, 15. јун 1994) хрватски је кошаркаш. Игра на позицији плејмејкера, а тренутно наступа за Сплит.

## Успеси

### Клупски
- Цибона:
  - Јадранска лига (1): 2013/14.

- Карпош Соколи:
  - Куп Македоније (1): 2017.

- Задар:
  - Првенство Хрватске (1): 2020/21.
  - Куп Хрватске (2): 2020, 2021.

### Репрезентативни
- Европско првенство до 16 година:  2010.
- Европско првенство до 18 година:  2012.

### Појединачни
- Најкориснији играч Купа Македоније (1): 2017.
- Најкориснији играч Куп Хрватске (1): 2020.
- Најкориснији играч финала Првенство Хрватске (1): 2020/21.